# Бекмуратов, Тулкун Файзиевич
Тулкун Файзиевич Бекмуратов (18 апреля 1935, Ташкент, УзССР — 4 января 2021, Ташкент, Республика Узбекистан) — советский и узбекский учёный в сфере вычислительной техники, информатики, автоматизированных систем управления, доктор технических наук. Профессор, академик Академии наук Узбекистана.

## Происхождение и образование
Родился в городе Ташкент. Мать — Бекмурадова Райхон. Отец, Бекмуродов Файзи, служил главой Кашкадарьинской области Узбекистана и отмечен в качестве героев борьбы с басмачеством в регионе, где в его честь установлен обелиск в центре города и горит вечный огонь в центра города Карши.
Детство и ранняя юность прошли в городе Карши, где в 1952 году с золотой медаль окончил школу № 1.
В том же году поступил в Московский энергетический институт, где учился до 1958 года по специальности инженер-электромеханик.

## Профессиональная деятельность и научная работа
В 1956 году приступил к работе в качестве инженера в Вычислительном центре, созданном при Институте Математики Академии Наук Узбекистана. Присоединился к группе инженерного обеспечения электронно вычислительной машины Урал-1, которая была запущенна в работу в 1958 году, это была первая серийная универсальная электронно-вычислительная машина в Центрально-азиатских республиках Советского Союза.
В 1959 году начал разрабатывать координатограф — специализированное вычислительное устройство на Ташкентском авиационном предприятии имени В. П. Чкалов (ТАПОИЧ).
В 1959 году, во время конференции в Киеве, приобщился к работам ведущих ученых и специалистов ВЦ АН Украины, работающих в области математического моделирования, вычислительной техники и программирования. Сотрудничество между учеными двух республик привело к тому, что в 1960 году республики заключили договор на поставку в Узбекистан Цифрового Вычислительного Автомата.
В 1961 году проходил стажировку в ВЦ АН Украины, где был частью команды под руководством таких ученых как Глушков, Виктор Михайлович и Малиновский, Борис Николаевич. Эта команда стояла у истоков разработок управляющих вычислительных устройств в Советском Союзе. Именно в тот период была разработана серийная полупроводниковая управляющая Цифровая Вычислительная Машина — первая на территории Советского Союза.
В 1962 году, во время аспирантуры в Вычислительном Центре при Институте математики в Узбекистане, начал работу над разработками гибридного множительно-суммирующего устройства, которое послужило основой разработанных впоследствии гибридных регуляторов.
В 1967 году защитил диссертацию по специальности «Вычислительная техника» в институте кибернетики АН Украины и получил степень кандидата технических наук.
В том же году создал и возглавил в Институте Кибернетики в Ташкенте научную лабораторию. Его исследования в области синтеза и разработки вычислительных преобразователей формы информации привели к разработкам гибридных вычислительных систем. Это, в свою очередь, позволило реализовать решения на базе ЭВМ «Днепр». «Днепр» модификации ГВС-1 применялись для выполнения исследовательских работ в лаборатории, а на базе «Днепр» ГВС-2 были созданы информационно-управляющие системы. Эти системы нашли применение на биохимических и химических предприятиях республики, а также и в области исследований автоматизированных систем.
В 1975 году на основе исследований, проведенных в институте Электродинамики при Академии наук Украины, защитил докторскую диссертацию, а в 1978 году получил ученое звание профессора.
В 1980 годах приступил к работе в Института Кибернетики в качестве заместителя генерального директора по научной работе. В то время проводил исследования в рамках программы, которой руководил академик В. М. Глушков от Института Кибернетики АН Украины, а в число исполнителей входили Ленинградский Институт авиационной промышленности и Институт Кибернетики Узбекистана. Группа разрабатывала вычислительный комплекс на базе рекурсивной вычислительной машины, в результате этого проекта были выпущены аппаратно-программные средства сопряжения, такие как ЦВМ БЭСМ-6 с вычислительной структурой нового типа — макро-конвейерной МВС.
В тот же период времени, Бекмуратов Т. Ф. руководил разработками интеллектуальной системы автоматизации синтеза, проектировал микроэлектронные вычислительные устройства бортовых компьютеров в рамках программы Академсеть — региональной вычислительной подсети «Средняя Азия» созданной при Вычислительной сети Академий Наук Советского Союза.
В 1989 году избран членом-корреспондентом Академии наук Республики Узбекистан, в 1990 году — членом Президиума.
С 1990 по 1992 год возглавлял Отделение механики, процессов управления и информатики АН Уз, где осуществлял координацию работ по созданию информационно-вычислительной сети в научно-исследовательских институтах.
В 1985—1995 годах, в качестве руководителя исследований в НПО «Кибернетика», вел программу по созданию персональных ЭВМ. Программа проводилась в рамках межотраслевого научно-технического комплекса под управлением Московского Института проблем информатики Академии Наук СССР, возглавляемого академиком Б. Н. Наумовым. В тот же период времени приступил и к исследованиям по вопросам искусственного интеллекта, в результате чего под его руководством были разработаны экспертные системы применяемого на предприятии по переработке газа. В своих работах он применял математические модели и инструментальные средства созданные для систем поддержки принятия решений в условиях неопределенности в исходной информации/ситуации, и процедурах формирования допустимых решений. В проводимых исследованиях Бекмуратов Т. Ф. использовал методы нечетких множеств, искусственных нейронных сетей, а также методы эволюционного моделирования и генетического программирования.
С 1992 по 1997 год проработал ректором Государственного университета города Карши.
В 1997 году продолжил работу в НИИ «Системных исследований» АН Узбекистана в качестве заведующего лабораторией, где продолжал исследования в области интеллектуальных советующих систем, а также систем по принятию решений в условиях неопределенности. Он продолжил преподавать курс «Искусственный интеллект и ЭС» для магистрантов Ташкентского Государственного Технического университета (ТГТУ). Преподавательская деятельность включала так же такие курсу как Автоматизация проектирования ЦВМ, Вычислительные машины, комплексы, системы и сети, Системы массового обслуживания, Основы математической логики, Базы данных, знаний и ЭС.
С 1998 года работал начальником Главного информационно-аналитического управления в Президиуме АН Узбекистана, а также руководил программой по осуществлению проектов Международной Ассоциации Академий наук стран СНГ, возглавляемой академиком Б. Е. Патоном.
В 1999 году назначен Главным ученым секретарем Академии Наук Узбекистана, во время этой работы он провел радикальные реформы по преобразованию структуры.
В 2000 году стал академиком Академии наук Республики Узбекистан, и вернулся в ИК АН Уз заведовать лабораторией.
В тот же период времени продолжал сотрудничество с НИИ космических исследований НАНУ по подготовке совместного проекта с Украинским научно-техническом центре (международный фонд поддержки ученых и специалистов стран СНГ — Украины, Грузии, Узбекистана, Азербайджана, работавших по оборонной тематике). Руководил узбекской группой исполнителей этого проекта. Группа работала над разработками в научно-исследовательских институтах физики и космических исследований, фокусируясь на методах алгоритмического, математического и программного обеспечения системы обработки выходных сигналов оптико-криогенного гравиметра. Проект выполнялся в НИИ «Алгоритм-engineering».
С 2003 года продолжил разработки по созданию программно-математического обеспечения систем мониторинга и управления на предприятиях нефтегазовой отрасли Узбекистана в НИИ «Алгоритм».
С 2012 года работал в Ташкентском университете информационных технологий, где в качестве главного научного сотрудника занимался разработками аппаратно-программных комплексов, а также программных продуктов. Вплоть до 2020 года продолжал работу при Научно-техническом центре «Современные информационные технологии» АН Республики Узбекистан, в то же время он продолжал преподавать на кафедре «Технология программирования и алгоритмизация» при Ташкентском университете информационных технологий, а также на кафедре «Компьютерные системы и сети» при Ташкентском государственном техническом университете.

## Вклад в науку
Руководил созданием первой персональной ЭВМ в республиках Средней Азии в СССР. Стоял у истоков первой разработки гибридного множительно-суммирующего устройства на базе аналого-цифрового преобразователя с цифровыми управляемыми резисторами в Узбекистане, в результате чего была реализована разработка на базе Управляющей Вычислительной Машины «Днепр» (модели ГВС-1 и ГВС-2) с гибридными устройствами связи с объектом. Разработал многомашинный вычислительный комплекс на базе рекурсивной вычислительной машины (РВМ), а также вел исследование в результате которых были выпущены аппаратно-программные средства сопряжения ЦВМ БЭСМ-6 с макро-конвейерной МВС — вычислительной структуры нового типа. Разработал экспертные системы для проектирования электрических кабелей, а также диспетчерского управления и других механизмов на газоперерабатывающем предприятии.
Опубликовал десять монографий, два учебных пособия, более триста шестидесяти научных статей. На его имя зарегистрировано двадцать пять изобретений по устройствам обработки информации и управления и вычислительной технике, а также два патента.
Как научный руководитель, подготовил восемь докторов наук, более сорока пяти кандидатов наук.

## Награды и премии
Орден Дружбы народов
Медаль «В ознаменование 100-летия со дня рождения Владимира Ильича Ленина»
Медаль «Ветеран труда»
Орден «Мустакиллик»

## Семья
Жена — Дадабаева Рано Акрамовна, кандидат экономических наук, доцент кафедры «Информационные технологии в экономике» в Ташкентском государственном экономическом университете; двое дочерей — Бекмуратова Зарина Тулкуновна и Мунтян (Бекмуратова) Нигина Тулкуновна, обе врачи.

## Кончина
Академик Бекмуратов Тулкун Файзиевич скончался 4 января 2021 года в Ташкенте.